# 서양골동양과자점 앤티크
"서양골동양과자점 앤티크"는 2008년 하반기에 개봉한 대한민국의 영화이다. 요시나가 후미의 만화 "서양골동양과자점"을 원작으로 한다.

## 줄거리
대기업에서 일하며 모범적인 스펙을 갖춘 부자 집안의 아들 타치바나 케이이치로는 어렸을 때 유괴를 당하면서 일주일간 사라진 적이 있는 과거가 있다. 어느 날 갑자기 그는 잘 다니던 회사를 그만두고 케이크 가게를 열겠다고 선언한다. 하지만 타치바나는 실제로 단 음식을 좋아하지 않아, 최고의 파티셰를 찾기 위해 노력한다. 이 과정에서 그는 일류 파티셰 오노 유스케를 만나게 되지만, 오노가 주변 남성들 사이에서 문제를 일으키는 '마성의 게이'로 알려져 있어 어려움에 부딪힌다. 그럼에도 불구하고 타치바나는 오노를 자신의 가게 '안티크'에 고용한다.
한편, 고아이면서 케이크를 매우 좋아하는 칸다 에이지는 복싱 세계 챔피언 출신이지만, 망막 박리로 인해 은퇴하게 된다. 복싱을 할 수 없게 된 그는 우연히 '안티크'를 발견하고 오노에게 제자로 받아달라고 요청한다. 에이지는 오노에게 문제를 일으키지 않는 인물이라, 타치바나는 마지못해 그를 견습 파티셰로 고용한다.
타치바나가 갑자기 회사를 그만두고 케이크 가게를 시작하자, 그의 가족은 걱정되어 타치바나의 소꿉친구이자 경호원인 코바야카와 치카게를 가게로 보낸다. 치카게는 외모와 달리 타치바나 없이는 아무것도 못하는 인물이어서, 타치바나는 그를 점원으로 고용해 챙기게 된다.
이렇게 서로 다른 배경과 사연을 가진 4명의 멋진 남성이 '안티크' 케이크 가게에서 모이면서 이야기가 펼쳐진다.

## 캐스팅
- 주지훈 : 김진혁 역
- 김재욱 : 민선우 역
- 유아인 : 양기범 역
- 최지호 : 남수영 역
- 앙디 질레 : 쟝 바티스트 에반 역
- 김창완 : 흰수염 역
- 이휘향 : 흰수염 동거녀 역
- 오미희 : 진혁 모 역
- 남명렬 : 천 사장 역
- 권태원 : 허 반장 역
- 문희경 : 머플러 역
- 박준면 : 까탈녀 역
- 이주실 : 진혁 할머니 역
- 박상훈 : 서 형사 역
- 여진구 : 어린 진혁 역
- 김진아 : 여고생 세 쌍둥이 역
- 김선아 : 여고생 세 쌍둥이 역
- 김민아 : 여고생 세 쌍둥이 역
- 고창석 : 게이 클럽 마스터 역
- 박혁권 : 선우 애인 역
- 정동규 : 진혁 부 역
- 최유진 : 유괴된 까탈녀 아들 역
- 장지웅 : 은둔형 외톨이 유괴범 역
- 김지은 : 선우 모 / 미시1 역
- 이수현 : 선우 담임 역
- 서대한 : 중학생 선우 역
- 최효상 : 부검의 역
- 임형태 : 부동산 중개인 역
- 박경근 : 기범 권투 코치 역
- 최은지 : 기자 역
- 이환 : 기자 역
- 김선영 : 커플 손님 역
- 김준영 : 커플 손님 역
- 김정헌 : 해고된 꽃미남 종업원 역
- 유정 : 비명녀 역
- 탁트인 : 진혁 고등학교 친구 역
- 김라희 : 진혁 고등학교 친구 역
- 홍제성 : 순경 역
- 한다연 : 란제리 트랜스젠더 역
- 정예린 : 음습 소녀 역
- 심지미 : 음습 소녀 엄마 역
- 서민이 : 우는 아기 역
- 고태호 : 흰수염 아들 역
- 김윤식 : 할아버지 손님 역
- 이의자 : 할머니 손님 역
- 신진규 : 아이 손님 역
- 노제경 : 복서 아들 역
- 이상하 : KO 복서 역
- 최광낙 : KO 복서 역
- 김명덕 : KO 복서 역
- 이태린 : 스튜디어스 목소리 역
- 이정주 : 남자기자 목소리 역
- 채윤서 : 택시 커플 역
- 이응재 : 택시 커플 역
- 율리아 : 섹시녀 역
- 최문수 : 부자녀 역
- 조안  : 진혁 여자 친구1 역 (우정출연)
- 이영진 : 진혁 여자 친구2 역 (우정출연)
- 서영희 : 진혁 여자 친구3 역 (우정출연)
- 김민선 : 진혁 여자 친구4 역 (우정출연)
- 조희봉 : 복서 커플 역 (우정출연)
- 전혜진 : 복서 커플 역 (우정출연)
- 송일준 : PD수첩 진행 역 (특별출연)
- 손미나 : 뉴스 앵커 역 (특별출연)
- 박찬형 : 뉴스 앵커 역 (특별출연)
- 조수빈 : 뉴스 앵커 역 (특별출연)
- 이다 도시  : 미시2 역 (특별출연)

## OST
| #   | 제목                                | 작사           | 작곡                   | 재생 시간 |
| --- | ----------------------------------- | -------------- | ---------------------- | --------- |
| 1.  | 프롤로그                            |                | 장영규, 달파란, 주준영 | 1:49      |
| 2.  | 재회                                |                | 장영규, 달파란, 주준영 | 0:23      |
| 3.  | Club 1                              |                | 장영규, 달파란         | 2:15      |
| 4.  | Club 2                              |                | 장영규, 달파란, 주준영 | 1:30      |
| 5.  | 종업원이 또 해고되다                |                | 장영규, 달파란, 김선   | 0:35      |
| 6.  | Come On, Antique! (알리)            | 이경의, 민규동 | 장영규, 달파란         | 1:36      |
| 7.  | 샤를로뜨 오 뽀와르                  |                | 장영규, 달파란, 김선   | 1:50      |
| 8.  | 진혁의 수난                         |                | 장영규, 달파란, 주준영 | 1:33      |
| 9.  | 사부님!                             |                | 장영규, 달파란, 김선   | 0:26      |
| 10. | Cake Paradise (김C, 알리)           | 이경의, 민규동 | 장영규, 달파란         | 3:15      |
| 11. | 망각되지 않는 기억                  |                | 장영규, 달파란, 김선   | 3:34      |
| 12. | 케익 변태                           |                | 장영규, 달파란, 김선   | 3:56      |
| 13. | 기범의 트라우마                     |                | 장영규, 달파란, 김선   | 1:00      |
| 14. | Trouble, Trouble, Trouble Maker     |                | 장영규, 달파란, 김선   | 0:34      |
| 15. | Club 3                              |                | 장영규, 달파란         | 2:34      |
| 16. | Club 4                              |                | 장영규, 달파란         | 0:58      |
| 17. | Dancing In The Rain                 |                | 장영규, 달파란, 김선   | 1:12      |
| 18. | 유괴됐다 돌아오다                   |                | 장영규, 달파란, 김선   | 0:38      |
| 19. | 비밀의 서랍                         |                | 장영규, 달파란, 주준영 | 0:55      |
| 20. | Antique Waltz                       |                | 장영규, 달파란, 김선   | 1:20      |
| 21. | Christmas In Antique                |                | 장영규, 달파란, 김선   | 1:23      |
| 22. | 크리스마스 특훈                     |                | 장영규, 달파란, 주준영 | 0:21      |
| 23. | Carnival Amour (자우림)             | 김윤아         | 김윤아                 | 4:01      |
| 24. | 빠리의 연인                         |                | 장영규, 달파란         | 1:55      |
| 25. | 진혁, 돈 구하려 애쓰다              |                | 장영규, 달파란, 김선   | 0:31      |
| 26. | 진혁의 트라우마                     |                | 장영규, 달파란, 주준영 | 2:51      |
| 27. | 내 아들                             |                | 장영규, 달파란, 주준영 | 2:12      |
| 28. | 생크림 악몽                         |                | 장영규, 달파란, 김선   | 0:28      |
| 29. | 나는 이 순간을 얼마나 기다려 왔던가 |                | 장영규, 달파란, 주준영 | 3:13      |
| 30. | 자, 개점이다!                       |                | 장영규, 달파란, 주준영 | 2:38      |
| 31. | 검은 그림자 1                       |                | 장영규, 달파란, 주준영 | 2:39      |
| 32. | 검은 그림자 2                       |                | 장영규, 달파란, 주준영 | 2:40      |
| 33. | 행복한 순간                         |                | 장영규, 달파란, 주준영 | 2:37      |
| 34. | Something Good (자우림)             | 김윤아         | 김윤아                 | 5:09      |

## 수상 및 후보
| 연도 | 시상식                                 | 상/부문                    | 수상/후보자                      | 결과 |
| ---- | -------------------------------------- | -------------------------- | -------------------------------- | ---- |
| 2008 | 제16회 대한민국 문화연예대상           | 영화부문 남자신인상        | 김재욱                           | 수상 |
| 2008 | 제11회 디렉터스 컷 시상식              | 올해의 남자 신인 연기자상  | 유아인                           | 수상 |
| 2009 | 제45회 백상예술대상                    | 영화부문 남자 신인 연기상  | 주지훈                           | 후보 |
| 2009 | 제45회 백상예술대상                    | 영화부문 남자 인기상       | 주지훈                           | 수상 |
| 2009 | 제13회 판타지아 영화제                 | 작품상 (공식 장편영화부문) | 서양골동양과자점 앤티크 (민규동) | 후보 |
| 2009 | 제22회 오스틴 게이&레즈비언 국제영화제 | aGLIFF 상 (장편영화부문)   | 서양골동양과자점 앤티크 (민규동) | 후보 |
| 2009 | 제17회 이천춘사대상영화제              | 감독상                     | 민규동                           | 후보 |
| 2009 | 제46회 대종상                          | 의상상                     | 전경란                           | 후보 |

## 같이 보기
- 안티크~서양골동양과자점~ : 동명의 일본 만화를 원작으로 극화하여 2001년 하반기에 후지 TV에서 방송된 일본 드라마
- 성소수자 영화 목록